# William Hudson
William Hudson, född 1730 i Kendal, död 23 april 1793, var en brittisk botaniker och apotekare, verksam i London.
Hudson blev 1761 invald som ledamot i Royal Society.

## Publikationer
- 1762 Flora Anglica

Auktorsnamnet Huds. kan användas för William Hudson i samband med ett vetenskapligt namn inom botaniken; se Wikipediaartiklar som länkar till auktorsnamnet.